# Hospital Central
Hospital Central (anteriormente Línea Roja) é uma série de televisão espanhola, que retrata as vidas pessoais e profissionais do fictício Hospital Central em Madrid. O canal Telecinco estreia os novos episódios semanalmente, às quartas-feiras. Outro canal digital, AXN, repete as temporadas anteriores.
A série começou a ser emitida em 2000 e  terminou em 27 de dezembro de 2012. Há quem diga que é a versão espanhola de Urgências (ER). O seu recorde de audiência é de 6.527.000 espectadores (35,3% do share).
Em Março de 2007, quase a ponto de começar a emitir a 13ª temporada (12 de Abril), a série recebeu o seu primeiro TP de Oro para melhor série espanhola, galardão ao qual já tinha estado nomeada anteriormente. Em 2008 foi de novo finalista do TP, mas o prémio foi para a série El Internado.
Em 7 de Novembro de 2007, a meio da sua 14ª temporada, a série celebrava os seus 200 episódios emitindo um especial no qual participaram alguns dos actores que fizeram parte do elenco e abandonaram a série e que conseguiu a liderança nas audiências do prime time. Pouco depois anunciava-se a saída do actor Jordi Rebellón, que interpretava desde o início da série um dos personagens mais emblemáticos, o doutor Vilches. A saída concretizou-se no último episódio da 14ª temporada, emitido em 12 de Dezembro de 2007.
Em Janeiro de 2008 começavam as gravações da 15ª temporada, com as entradas no elenco dos actores Pedro Casablanc, Juana Acosta e David Andrade e as colaborações de María Barranco, Fran Perea e María Vázquez. Confirmou-se, também, a participação de Ana Obregón em vários episódios da nova temporada, cuja emissão começou em 23 de Abril de 2008 e terminou a 30 de Julho do mesmo ano.

### Sites sobre a série
- Web oficial da Telecinco
- Todos os capítulos íntegros em Mitele.es (em castelhano)
- Hospital Central no Facebook
- Hospital Central no X
- Hospital Central. no IMDb.